# Ryan De Vries
Ryan De Vries (* 14. září 1991 Kapské Město) je novozélandský fotbalista.

## Klubová kariéra
S kariérou začal v Waitakere United v roce 2010. Odehrál 51 ligových utkání a vstřelil 25 gólů. V roce 2013 přestoupil do Auckland City FC. Odehrál 64 ligových utkání a vstřelil 33 gólů. Mimo Nový Zéland působil na klubové úrovni v Austrálii, Japonsku a Irsku.

## Reprezentační kariéra
De Vries odehrál za novozélandský národní tým v roce 2015 celkem 1 reprezentační utkání.

## Statistiky
| Nový Zéland | Nový Zéland | Nový Zéland |
| Roky        | Záp.        | Góly        |
| ----------- | ----------- | ----------- |
| 2015        | 1           | 0           |
| Celkem      | 1           | 0           |

## Úspěchy

### Klubové
Waitakere United
- New Zealand Football Championship: 2009/10, 2010/11, 2011/12, 2012/13

Auckland City FC
- New Zealand Football Championship: 2013/14, 2014/15, 2017/18